# Valle Sessera

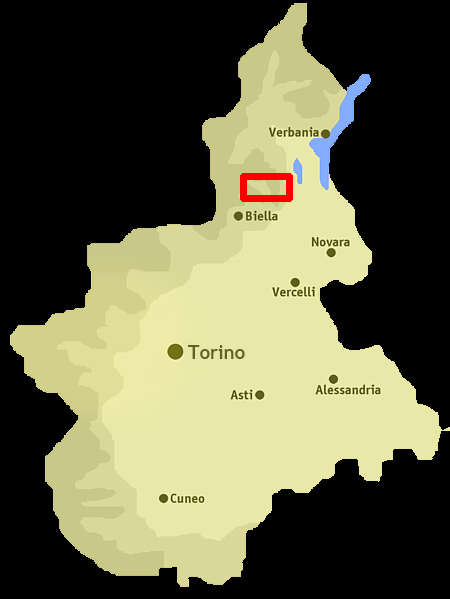
Ubicación del Valle del Sessera en Piamonte

El valle Sessera (en italiano también ValleSessera o Valsessera) es un valle situado al norte del Piamonte. Está atravesado en toda su longitud por el río Sessera, cuyas aguas confluyen en el Sesia.

## Geografía

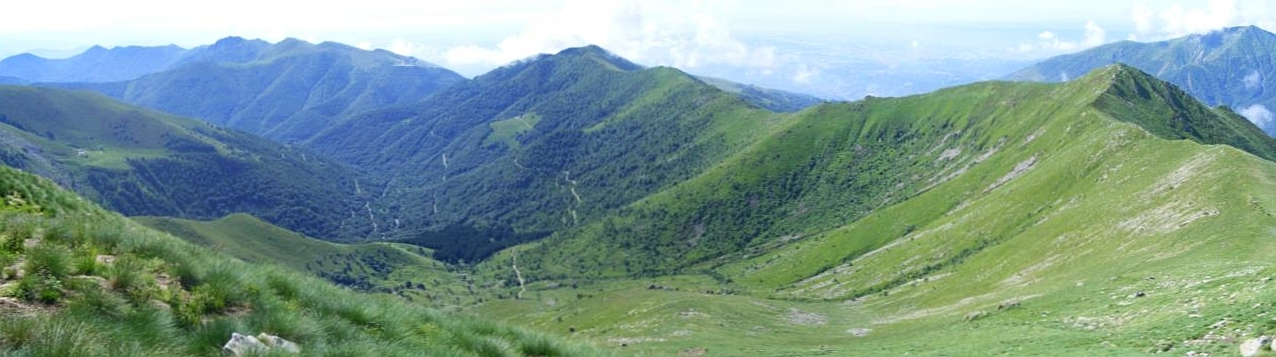
El valle desde la Cima delle Guardie

Los centros principales del valle son Coggiola, Crevacuore, Pray.
Está delimitado por estas fronteras:
| Norte      | Este              | Sur                          | Oeste      |
| * Valsesia | * Valle del Cervo | * Valle Mosso * Valle Ostola | * Valsesia |

### Montañas principales

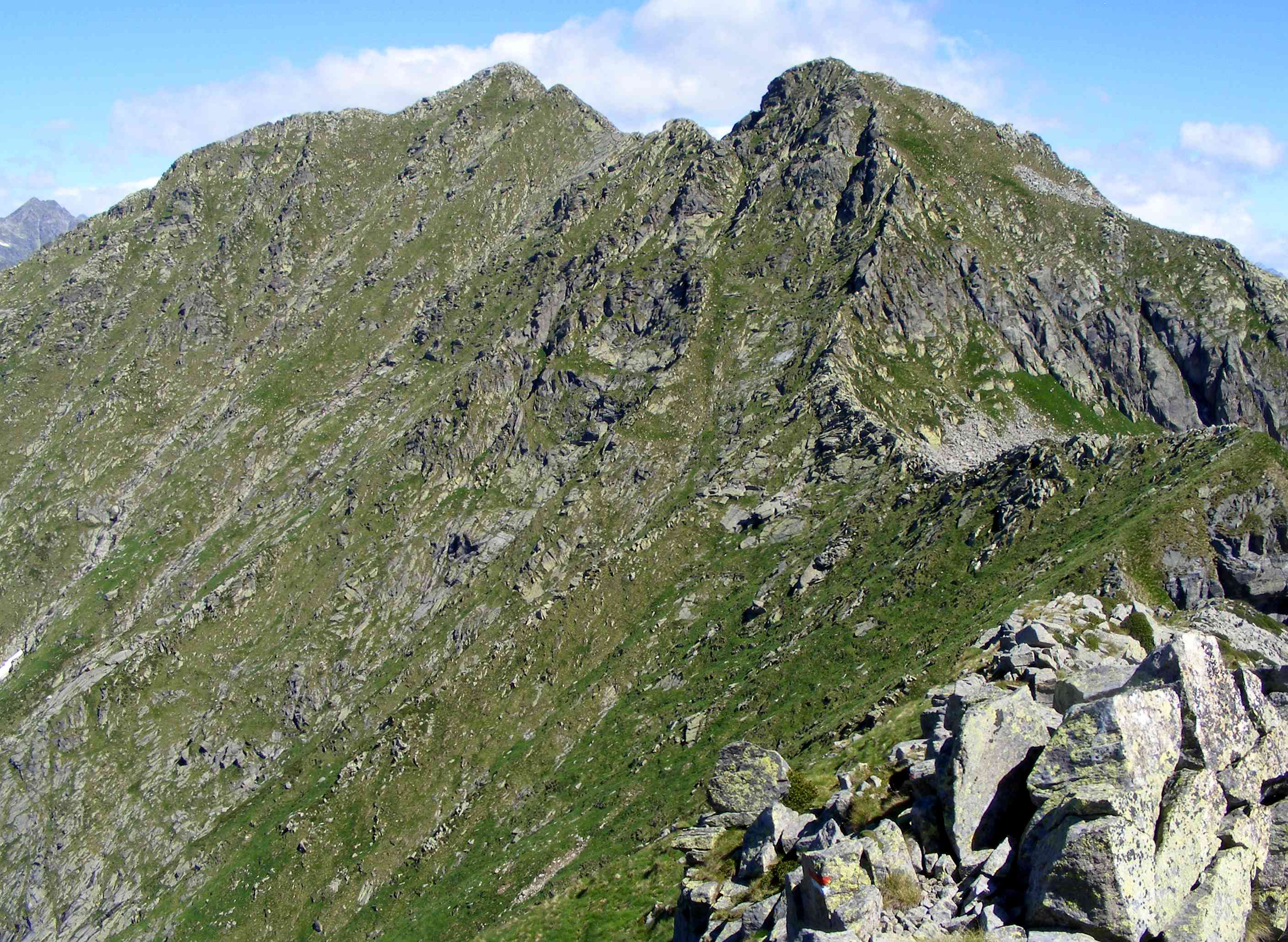
El Monte Bo, la cumbre más alta del valle

- Monte Bo - 2.556 m
- Punta del Cravile - 2.384 m
- Testone delle Tre Alpi - 2.081 m
- Bo di Valsesia - 2.071 m
- Monte Barone - 2.044 m
- Cima dell'Asnas - 2.039 m
- Cima delle Guardie - 2007 m
- Cima d'Ometto - 1.911 m